# Attilio Giovannini (Filmschaffender)
Attilio Giovannini (* 1915 in Mailand; † nach 1967) war ein italienischer Filmkritiker und Trickfilmer.
Giovannini arbeitete vornehmlich auf dem Gebiet der Filmtheorie und als Kritiker, schrieb jedoch für Trickfilme in großen Abständen auch eine Handvoll Drehbücher (u. a. für Bruno Bozzetto) und war als Regisseur neben einigen Kurzfilmen für den Animationsfilm Pinocchio e le sue avventure aus dem Jahr 1954 verantwortlich, den er ebenfalls skriptete.
Er war Herausgeber des Magazins Film Special, das ab Oktober 1967 erschien. Giovannini hatte eine außerordentliche Sammlung früher italienischer Filme, die er teilweise stiftete.

## Filmografie (Auswahl)

### Regisseur
- 1954: Pinocchio e le sue avventure